# گروه کرایووا
گروه کرایووا که با نام‌های چارچوب کرایووا، ابتکار کرایووا یا به اختصار C4 نیز شناخته می‌شود، یک سازوکار همکاری منطقه‌ای است که با مشارکت چهار کشور اروپایی – رومانی، بلغارستان، یونان و صربستان – شکل گرفته است. هدف اصلی این ابتکار، تقویت روند همگرایی اروپایی و بالا بردن همکاری‌های دوجانبه و چندجانبه در زمینه‌های اقتصاد، حمل و نقل و انرژی میان کشورهای عضو است. این گروه در پی برگزاری نشست سران دولت‌های بلغارستان، رومانی و صربستان در تاریخ ۲۴ آوریل ۲۰۱۵ (بیست و چهارم فروردین ۱۳۹۴ ) در شهر کرایووا واقع در رومانی پایه گزاری گردید و سپس یونان نیز به آن پیوست.   در جلسه افتتاحیه این گروه، ویکتور پونتا، نخست وزیر وقت رومانی، اظهار داشت که از گروه ویسگراد الهام گرفته است.        
یکی از نخستین اقدامات صورت‌گرفته پس از نشست ویدین در بلغارستان، تقویت و توسعه زیرساخت‌های شبکه‌های ارتباطی در مناطق هم‌مرز کشورهای عضو بود.  از دیگر اهداف می‌توان به کمک به صربستان برای پیوستن به اتحادیه اروپا و ساخت بزرگراهی که بخارست ، صوفیه و بلگراد را به هم متصل می‌کند، اشاره کرد. 
در تاریخ ۲ نوامبر ۲۰۱۸ (یازدهم آبان ۱۳۹۷)، بویکو بوریسوف، نخست‌وزیر بلغارستان، اعلام کرد که الکسیس سیپراس، همتای یونانی‌اش، در دیدار تسالونیکی، پیشنهاد برگزاری هموند جام جهانی فوتبال ۲۰۳۰ را بین کشورهای بلغارستان، رومانی، صربستان و یونان را داده است. 

## رهبران کنونی

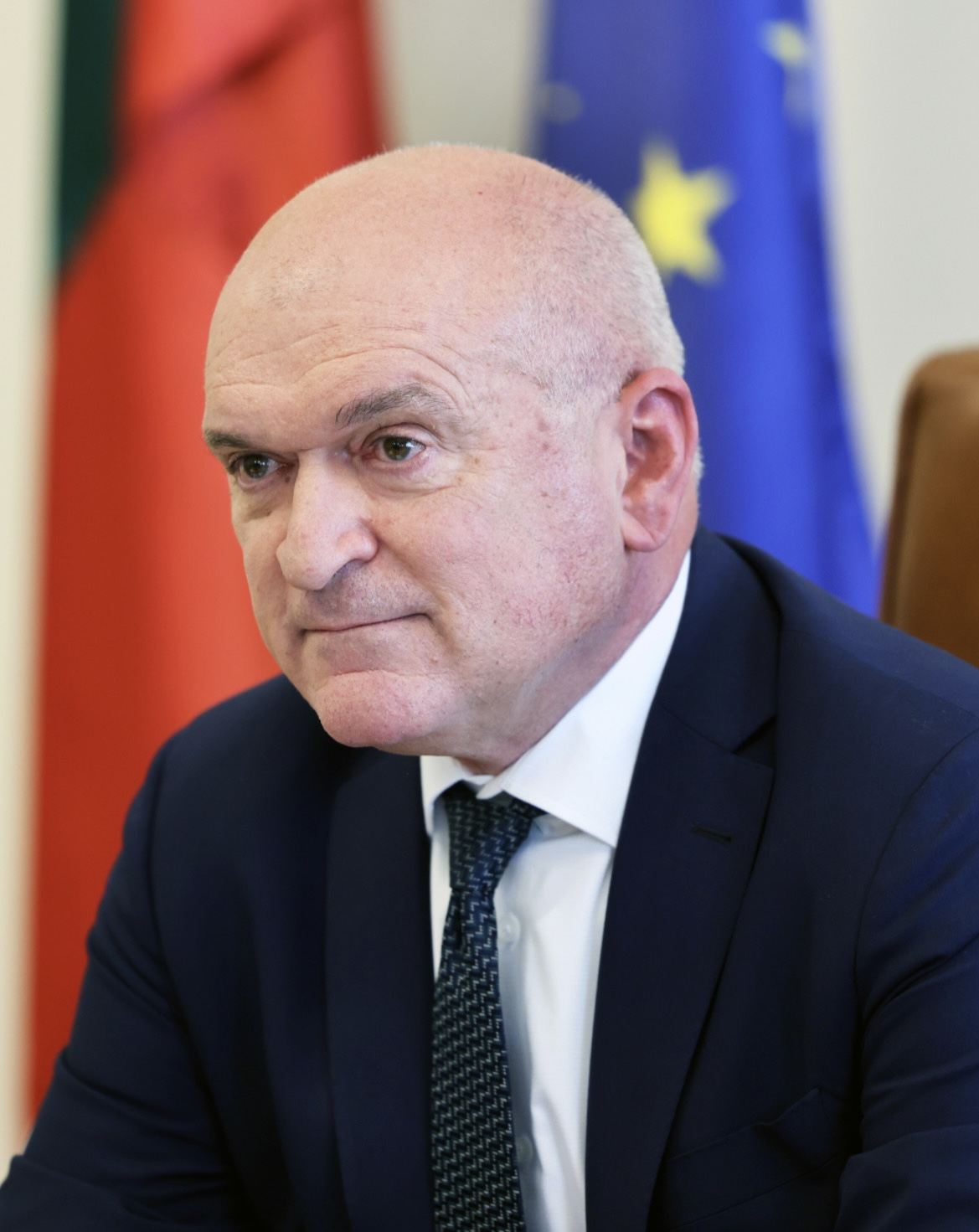
دیمیتار گلاوچف  نخست وزیر بلغارستان
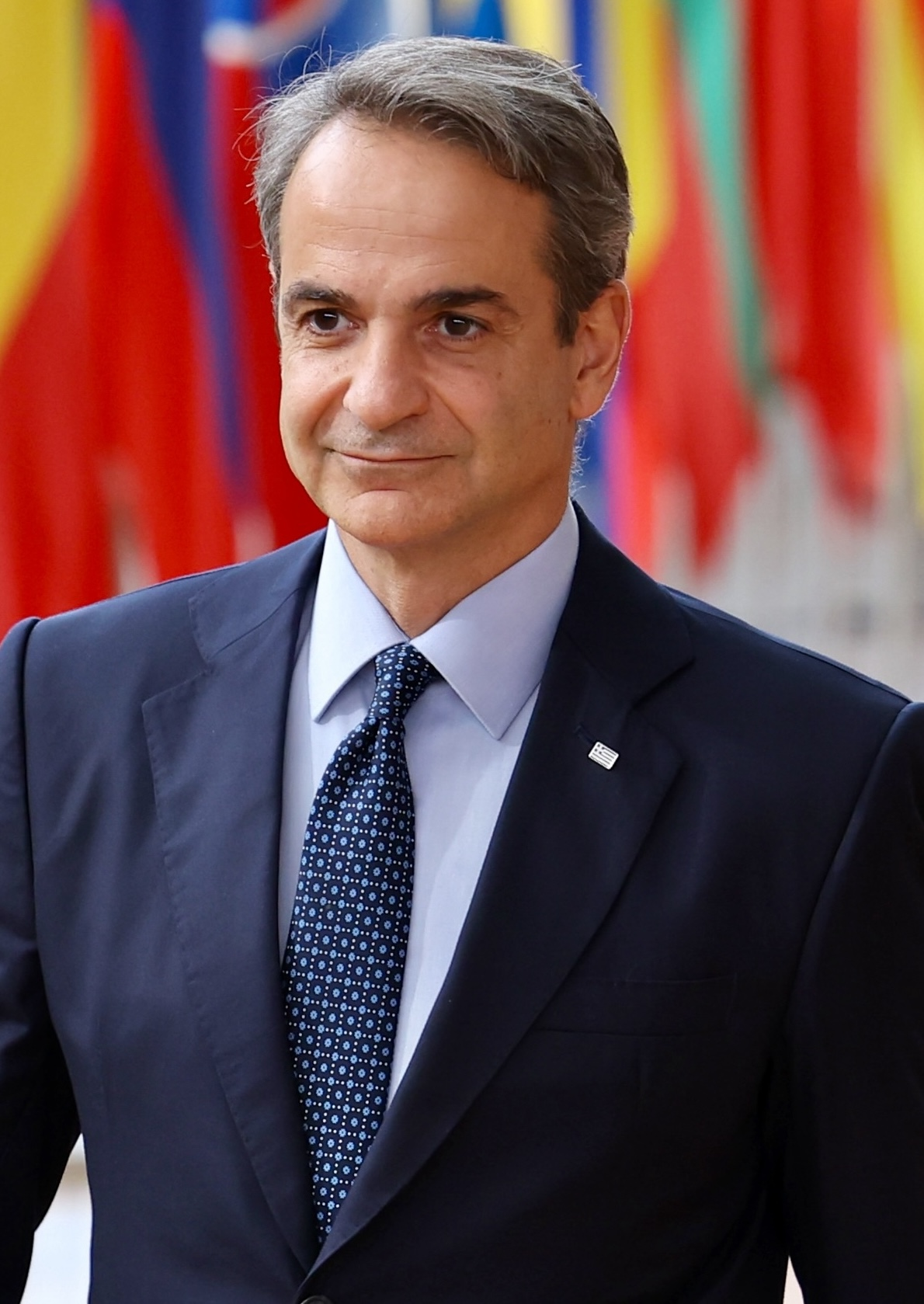
کیریاکوس میتسوتاکیس نخست وزیر یونان
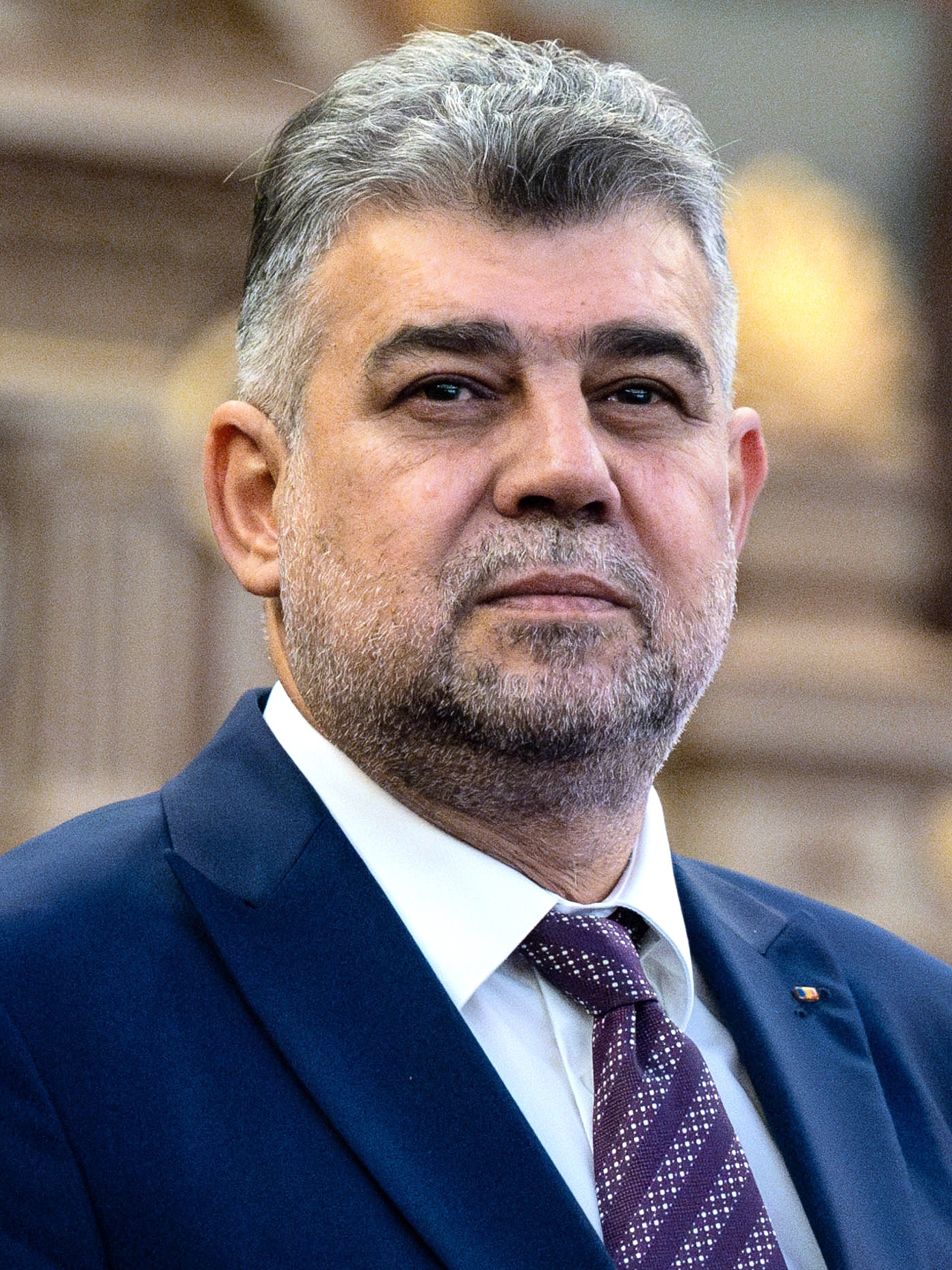
مارسل سیولاکو نخست وزیر رومانی
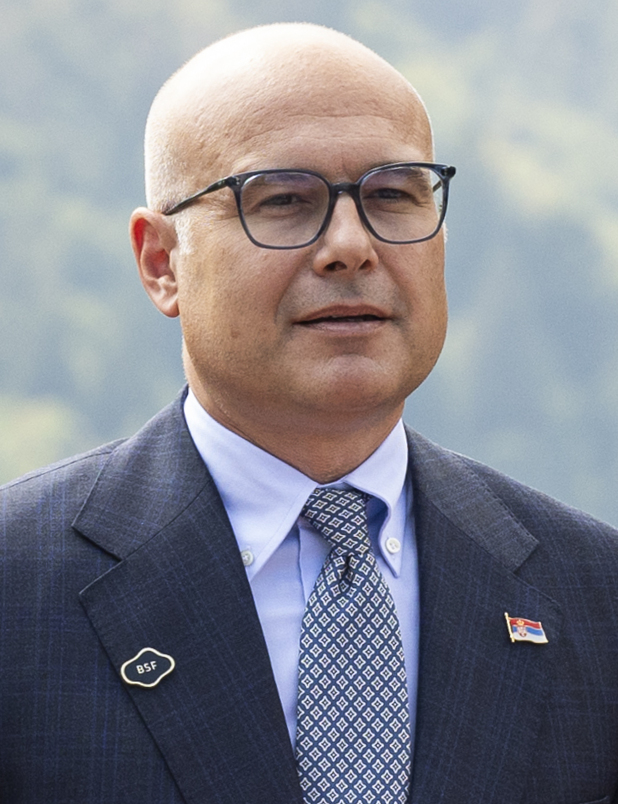
میلوش ووچویچ نخست وزیر صربستان

## جستار های وابسته
- پیوستن صربستان به اتحادیه اروپا
- بلغارستان-یونان-رومانی-صربستان، نامزد میزبانی یورو ۲۰۲۸ و جام جهانی ۲۰۳۰
- صرفه‌جو چهار
- شش کشور بنیانگذار
- همکاری دفاعی شمال اروپا

### گروه‌های دیگر در جنوب شرقی اروپا
- بخارست ۹
- همکاری دفاعی اروپای مرکزی
- ابتکار اروپای مرکزی
- انجمن سالزبورگ
- ابتکار سه دریا

### گروه‌های همانند
- انجمن سه نفره
- کشورهای مستقل مشترک المنافع
- گروه ویسگراد
- گروه پزشکی اتحادیه اروپا
- مثلث لوبلین
- همکاری دفاعی شمال اروپا
- نوردیک-بالتیک هشت
- مثلث وایمار
- پیمان بالکان باز

### دیگر
- اروپای مرکزی
- کومکان
- بلوک شرق
- گروه نه نفره
- پیمان شهرهای آزاد
- اتحاد جماهیر شوروی
- پیمان ورشو
- اینترماریوم (منطقه)